# Netelia ocellaris
Netelia ocellaris är en stekelart som först beskrevs av Thomson 1888.  Netelia ocellaris ingår i släktet Netelia och familjen brokparasitsteklar. Arten är reproducerande i Sverige. Inga underarter finns listade i Catalogue of Life.